# Onychocamptus bengalensis
Onychocamptus bengalensis är en kräftdjursart som först beskrevs av Sewell 1934.  Onychocamptus bengalensis ingår i släktet Onychocamptus och familjen Laophontidae. Inga underarter finns listade i Catalogue of Life.